# جاك رايلي (رسام)
جاك رايلي (بالإنجليزية: Jack Reilly)‏ هو رسام أمريكي، ولد في 1950.